# 1. Liga (Tschechoslowakei) 1949/50
Die Spielzeit 1949/50 der 1. Liga  war die siebte reguläre Austragung der höchsten Eishockeyspielklasse der Tschechoslowakei. Mit 12 von 14 möglichen Siegen und insgesamt 24 Punkten setzte sich der ATK Prag souverän durch. Für die Hauptstädter war es ihr erster tschechoslowakischer Meistertitel überhaupt.

## Modus
Wie in der Vorsaison wurde die Liga in einer gemeinsamen Hauptrunde aller Mannschaften ausgetragen. Durch die Einführung von Hin- und Rückspiel ligaweit, betrug die Gesamtanzahl der Spiele pro Mannschaft in der Hauptrunde nun 14 Spiele und doppelt so viele wie im Vorjahr. Meister wurde der Hauptrundenerste. Die beiden letztplatzierten Mannschaften stiegen ab.

## Tabelle
| Pl. | Team                        | Sp. | S  | U | N  | Torv. | Pkt. |
| --- | --------------------------- | --- | -- | - | -- | ----- | ---- |
| 1.  | ATK Prag                    | 14  | 12 | 0 | 2  | 85:45 | 24   |
| 2.  | ZSJ Vítkovické železárny    | 14  | 10 | 0 | 4  | 71:43 | 20   |
| 3.  | ZSJ Zdar LTC Praha          | 14  | 9  | 1 | 4  | 88:49 | 19   |
| 4.  | AZJ OD České Budějovice     | 14  | 7  | 1 | 6  | 60:53 | 15   |
| 5.  | ZSJ GZ Královo Pole         | 14  | 5  | 4 | 5  | 53:70 | 14   |
| 6.  | ZSJ Sokol NV Bratislava     | 14  | 4  | 2 | 8  | 55:78 | 10   |
| 7.  | ZSJ Bratrství Sparta Praha  | 14  | 1  | 3 | 10 | 42:76 | 5    |
| 8.  | ZSJ Zbrojovka Brno Židenice | 14  | 2  | 1 | 11 | 35:75 | 5    |

Bester Torschütze der Liga wurde Augustin Bubník von Meister ATK Prag, der in den 14 Spielen seiner Mannschaft 26 Tore erzielte.

## Meistermannschaft des ATK Prag
| Torhüter      | Josef Jirka, Markl                                                                        |
| Abwehrspieler | Antonín Španninger, Přemysl Hainý, Miloslav Šašek, Eduard Remiáš, Höhn, Vladimír Kobranov |
| Stürmer       | Augustin Bubník, Josef Stock, Vlastimil Hajšman, Marek, Jan Čech, Josef Koller, Mach      |
| Trainer       | unbekannt                                                                                 |

## 1. Liga-Qualifikation
Die Mannschaften von ZSJ Slavia Pardubice, ZSJ ČSSZ Prostějov, Rovnost/Meteor České Budějovice und Tatry Poprad spielten in einer einfachen Runde um die Aufnahme in die 1. Liga für die folgende Spielzeit. Dabei setzten sich die beiden Erstgenannten mit sechs bzw. vier Punkten vor Meteor und Tatry Poprad (je ein Punkt) durch.
| Platz | Team                            | Punkte |
| ----- | ------------------------------- | ------ |
| 1.    | ZSJ Slavia Pardubice            | 6      |
| 2.    | ZSJ ČSSZ Prostějov              | 4      |
| 3.    | Rovnost/Meteor České Budějovice | 1      |
| 4.    | Tatry Poprad                    | 1      |